# Марко Марков (революционер)
 Тази статия е за революционера Марко Марков.  За скулптора вижте Марко Марков.  
Марко Несторов Марков е български революционер, загинал в Илинденско-Преображенското въстание.

## Биография
Марко Марков е роден на 9 декември 1880 г. в Стара загора, където баща му – Нестор Марков е окръжен управител (1879 – 1881). Негова майка е Екатерина Хаджипакова от Плевен. Марко има четирима братя – Владимир, Константин, Светослав, Иван, и една сестра, Параскева. От 1887 г. семейството му живее в София. Завършва с отличие Първа мъжка гимназия през 1900 г.
През 1903 г. Марко е студент по математика трети курс във Висшето училище (днес Софийски университет).
Заедно с негови състуденти, сред които и Юлий Розентал се свързва с дейци на ВМОРО, и решава да замине за Македония. Заедно с колегите си – Александър Соколов, Милан Стоилов и Юлий Розентал се присъединяват към четата на Никола Дечев. В първите дни след навлизането им в Македонско, на 5 септември водят битка с редовната турска войска край селата Витоша и Лески.
Марко Марков, 22-годишен е убит на 6 септември 1903 година.
Владимир Марков описва вестта за смъртта на брат си:
| „     | Предвиждаше се заминаване на втора група, в която бях записан и аз. Наскоро след това съобщиха, че главата на брат ми Марко, набита на кол, се разнасяла за показ из Тиквешко... ... упреците на майка ми, че съм укривал брат си Марко, ме накараха да пречупя волята си и да потисна желанието си да стана революционер... | “ |
| [ 3 ] | |   |